# 丁子紅子
丁子 紅子 (ちょうじ べにこ、1991年 - ) は、日本画家。現在、「現代児童画協会」に所属。

## 概要
埼玉県大宮市生まれ。埼玉県立大宮光陵高等学校美術科卒業。
女子美術大学美術学部絵画学科日本画専攻を卒業し、卒業後はジュエリー会社で勤務する傍ら美人画をテーマに描き続け、2015年に独立。

## 作品について
岩絵具の美しさを生かすために、天然の岩絵具のみを使用しています。
髪の毛は、アズライト、マラカイト、シナバーのロックブラックを使用しているのでキラキラしていて、蝶も羽毛を表現するために微粒状の線で丁寧に描かれていて、輝いている作品。

## 受賞歴
- 第36回現代こども絵画展 奨励賞
- 第37回現代こども美術展 奨励賞（受賞候補作品
- 第38回現代こども美術展 現代こども美術協会賞
- 第5回ネクストアート展 奨励賞
- 第39回現代こども美術展 上野の森美術館賞
- 第31回ふくいサムホール美術展 入選
- 第40回現代童画展 第40回記念友の会賞 推挙
- 第42回現代童画展・会員作家賞
- 第45回記念 現代のこどもの絵展 現代のこどもの絵大賞受賞

## 作品一覧
2022年
- 「居場所。」綿布に岩絵具/F6
- 「うちがわ。」綿布に岩絵具/M10
- 「私の事。」綿布に岩絵具/S4
- 「このままの眠りを。」綿布に岩絵具/F6

2023年
- 「息合い。」綿布に岩絵具/P15

## 主な個展
- 2012年 丁子紅子展 -生きるということ- /大宮石原成美堂ギャラリー(埼玉)
- 2014年 丁子紅子個展 -喪失の中で、刻むもの- / space2*3 三井美術
- 2016年 丁紅子個展-ここにいるよ。/ space2*3 三井住友海上
- 2015年 丁子紅子個展 / カフェ＆バー PONTE
- 2017年 丁子紅子個展 -Wish- / SOZO HARE&MAKE
- 2017年 丁子紅子個展 -あなたへ。/ぎゃらりーとも
- 2018年 丁子紅子 日本画展 -あの日- /伊勢丹浦和店
- 2018年 丁子紅子個展 -Silent Body or Truth./キングアートスペース
- 2019年 長光紅子 日本画展「ハナコトバ。/GUM表参道
- 2020年 蝶子紅子個展「鏡花水月」／キヨスアートスペース
- 2020年 蝶子紅子個展「Beside」／銀座奥野ビル ガレーラ 讃岐うどん 青の山
- 2021年 蝶子紅子個展「一緒に溶ける時間。/西武池袋本店6階アートギャラリー
- 2023年　丁子紅子個展〜憧憬〜そごう大宮・そごう広島
- 2022年　丁子紅子XBeniko Choji/SASAI FINE ARTS[2]
- 2024年　丁子紅子 日本画展〜ひかりの落ち影。[3]

## グループ展
2014
- space2*3オープン記念取り扱い作家小品展@ミツイアート
- KENZAN～見参～2014@船堀タワーホール
- NEW ARTIST @東京カフェてぃ～えむ

2014年〜2015年
- アートで祝おう2015-羊がいっぱい！展-@伊藤忠スクエア/東京

2015年
- アートの力2015@新宿伊勢丹/東京
- 取り扱い作家小品展@ミツイアート/東京
- INTRO 3　- コレクター 山本冬彦が選ぶ若手作家展 -
- 掛軸展　–INTRO 3 特別企画-＠The Artcomplex Center of Tokyo
- Flower＆Animal@銀座三越　８回アートスペース∞/東京
- 現代童画展春季展＠銀座アートホール/東京
- 現代童画展受賞作家展＠表参道リビーナ/東京
- 思い思いのプロフィール三人展＠art Turth /横浜
- KENZANー見参ー2015@伊藤忠スクエア/東京
- 水着展＠八犬堂ギャラリー/東京
- 2015ヤングアート旋風アートアートアート。＠名古屋松坂屋/名古屋
- WOMAN展＠ASAGI ARTS/東京
- 現代童画展選抜展＠銀座アートホール/東京
- 50の顔展＠REIJINSHA GALLERY/東京
- Jyo・She・Ｒｙｏｋｕ2015絵画展＠小田急新宿店
- 奏でるアート＠八犬堂ギャラリー

2016年
- アートのチカラ2016/新宿伊勢丹
- 2016正月展/名古屋三越栄店
- チョコっとアート展/新宿伊勢丹
- MITHUKOSHI ART CUBE/日本橋三越
- 美人画展/ロス郊外サンタモニカ　Bergamot Station Arts Center

2017年
- アートのチカラ 2017/新宿伊勢丹/東京
- 美人画づくし出版記念展　/ギャラリーアートもりもと/東京
- アートのチカラ発表展/新宿伊勢丹本館5階ギャラリー/東京
- 2017ヤングアート旋風アートアートアート。/名古屋松坂屋/名古屋
- アートでゆこう！/浦和伊勢丹
- 堀口徹VS丁子紅子ー鋒ー/銀座モダンアート/東京
- Art Square Taipei/圓山大飯店・台北
- 女絵画展/渋谷東急

2018年
- アートのチカラぷち！2018/新宿伊勢丹
- 日仏現代アート展(ネオジャポニズム共鳴2018)
- アートのチカラ選抜展/新宿伊勢丹
- フェルメールトリビュート展/MDPギャラリー/東京
- KYOTO展/池袋パルコ

2019年
- アートのチカラ2019/新宿伊勢丹
- 美人画づくし弐出版記念展　/ギャラリーアートもりもと/東京
- アートフェア東京２０１９/清アートスペースブース/東京国際フォーラム
- 中村月子X丁子紅子コラボアート展「紅月」
- アートフェア北京/清アートスペースブース
- 横木安良夫X丁子紅子コラボ展/ギャルリーラー/東京
- OSAKA ART FES/阪神梅田/大阪

2020年
- 阪急Xアートコレクターズ　ニュースター達の美術展/阪急梅田/大阪
- 2020ヤングアート旋風アートアートアート。/名古屋松坂屋/名古屋
- アパートメントvo2/羅針盤/東京

2021年
- アートフェア東京2021清アートスペースブース
- 美人画の系譜Ⅴ 西武池袋本館美術画廊